# Francisco Horta
Francisco Luiz Cavalcanti da Cunha Horta, ou simplesmente Francisco Horta (23 de setembro de 1934) é um advogado e magistrado brasileiro, e também presidente do Fluminense Football Club entre 1975 e 1977.

## Carreira
Advogado e Juiz de Direito, Francisco Horta logo que assumiu a Presidência do Fluminense, em janeiro de 1975, anunciou a contratação de Rivellino, junto ao Corinthians, a mais vultosa da época, que seria seguida por outras contratações de jogadores famosos para formar o que ficou conhecido como A Máquina Tricolor. No ano seguinte, Horta reimplantou a troca de jogadores entre clubes cariocas. Em sua curta porém marcante gestão, o Fluminense foi bicampeão carioca em 1975 e 1976, e semifinalista dos Campeonato Brasileiro de 1975 e de 1976, da famosa Invasão corintiana ao Maracanã. Neste período, lhe é atribuído o bordão “Vencer ou vencer”.
Foi eleito em 28 de outubro de 2014 provedor da Santa Casa de Misericórdia do Rio de Janeiro.
Além de uma curta passagem como diretor de futebol do Flamengo, Horta (também chamado de Eterno Presidente), foi deputado estadual da Assembleia Legislativa do Rio de Janeiro eleito em 1982 pelo Partido Trabalhista Brasileiro, e comentarista de rádio.
Participou do livro Ética - Uma Caminhada Sem Linha de Chegada, coletânea de textos originais organizada por Joper Padrão, Editora Verve.
Sua biografia, O Maquinista - Francisco Horta e sua inesquecível Máquina Tricolor, foi publicada em 2009 pelo jornalista Marcos Eduardo Neves.
Foi associado ao Rotary Club do Rio de Janeiro  como seu Associado Honorário